# École américaine d'études classiques à Athènes
L'école américaine d'études classiques à Athènes, en anglais : American School of Classical Studies at Athens (ASCSA), grec moderne : Αμερικανική Σχολή Κλασικών Σπουδών στην Αθήνα, est l'un des 18 instituts archéologiques étrangers situés à Athènes, en Grèce. Il est fondé en 1881 et 
membre du Conseil des centres de recherche américains à l'étranger (en) (CAORC). Le CAORC est une fédération privée à but non lucratif de centres de recherche indépendants à l'étranger qui encouragent la recherche avancée, en particulier dans le domaine des sciences humaines et sociales, en mettant l'accent sur la conservation et l'enregistrement du patrimoine culturel ainsi que sur la compréhension et l'interprétation des sociétés modernes.